# Судинне сплетення

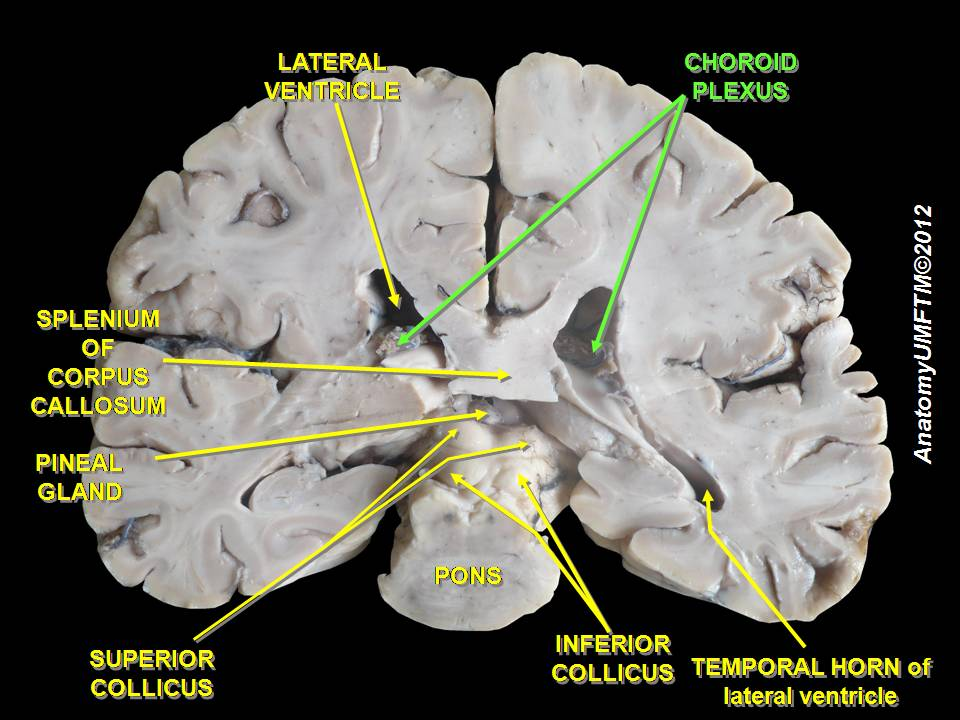
Судинне сплетення (Choroid plexus) на анатомічній диссекції мозку

Судинне сплетення, або plica choroidea, є сплетенням клітин, яке виникає від tela choroidea в кожному з шлуночків головного мозку.  Ділянки судинного сплетення виробляють і секретують більшу частину спинномозкової рідини (ЦСР) центральної нервової системи.
Судинне сплетення складається з видозмінених епендимальних клітин, що оточують серцевину капілярів і пухку сполучну тканину.  Війка на епендімальних клітинах рухаються, щоб циркулювати спинномозкову рідину.

Схема даху четвертого шлуночка. Стрілка знаходиться в середній апертурі.
1: Нижня мозкова оболонка
2: Судинне сплетення
3: Велика цистерна субарахноїдального простору
4: Центральний канал
5: Чотириголове тіло
6: Мозкова ніжка
7: Верхня мозкова оболонка
8: Епендимальна оболонка шлуночка
9: Мостова цистерна субарахноїдального простору

У кожному з чотирьох шлуночків є судинне сплетення. У бічних шлуночках він знаходиться в тілі і продовжується в збільшеній кількості в трикутнику (atrium). У передньому розі судинне сплетення відсутнє. 
У третьому шлуночку є невелика кількість на даху, яка нерозривно з тим, що в тілі, через міжшлуночкові отвори, канали, які з’єднують бічні шлуночки з третім шлуночком. 
Судинне сплетення знаходиться в частині даху четвертого шлуночка.

### Мікроанатомія
Судинне сплетення складається з шару кубовидних епітеліальних клітин, що оточує ядро капілярів і пухкої сполучної тканини. Епітелій судинного сплетення безперервний з шаром епендимальних клітин (шлуночковий шар), який вистилає шлуночкову систему. Епендимальні клітини-попередники мають моноцилію, але вони диференціюються в багаторесничні епендимальні клітини. На відміну від епендіми, епітеліальний шар судинного сплетення має щільні з’єднання між клітинами на стороні, зверненій до шлуночка (апікальна поверхня). Ці щільні з’єднання перешкоджають перетину більшості речовин через клітинний шар у спинномозкову рідину; таким чином судинне сплетення діє як бар’єр кров–ліквор. Судинне сплетення згортається у багато ворсинок навколо кожного капіляра, утворюючи схожі на листи відростки, які виступають у шлуночки. Ворсинки разом із щітковою облямівкою мікроворсинок значно збільшують площу поверхні судинного сплетення. Спинномозкова рідина (СМР) утворюється, коли плазма фільтрується з крові через епітеліальні клітини. Епітеліальні клітини судинного сплетення активно транспортують іони натрію в шлуночки, а вода слідує за результуючим осмотичним градієнтом.
Судинне сплетення складається з багатьох капілярів, відокремлених від шлуночків епітеліальними клітинами судинної оболонки. Через ці клітини рідина фільтрується з крові, перетворюючись на спинномозкову рідину. Також відбувається активний транспорт речовин до СМР та з неї під час її утворення.

## Функція

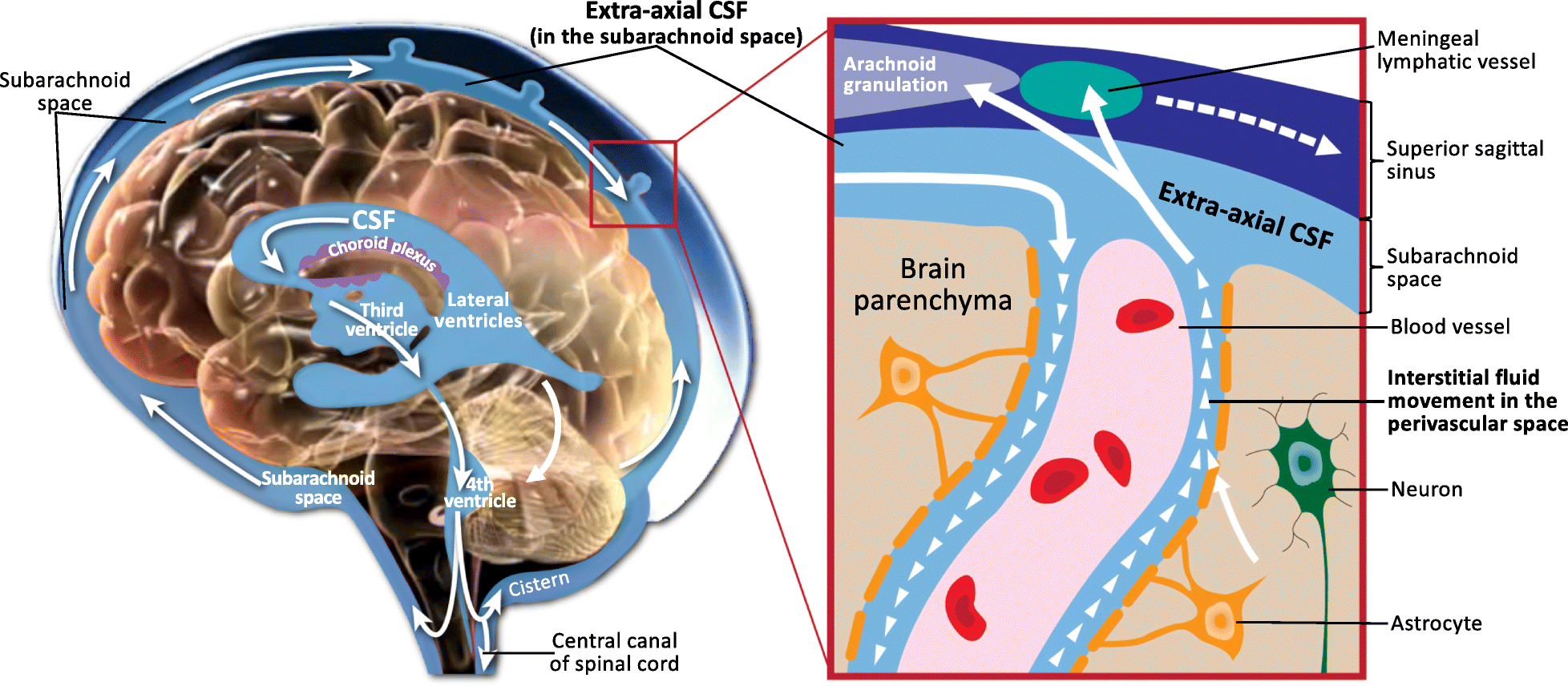
Циркуляція ліквору

Судинне сплетення регулює виробництво та склад спинномозкової рідини (СМР). СМР діє як середовище для системи глімфатичної фільтрації, яка сприяє видаленню метаболічних відходів із мозку та обміну біомолекулами та ксенобіотиками в мозок і з нього, та забезпечує захисну плавучість для мозку. Таким чином, судинне сплетення відіграє дуже важливу роль у підтримці делікатного позаклітинного середовища, необхідного мозку для оптимального функціонування.

Судинне сплетення також є основним джерелом секреції трансферину, який відіграє важливу роль у гомеостазі заліза в мозку. 

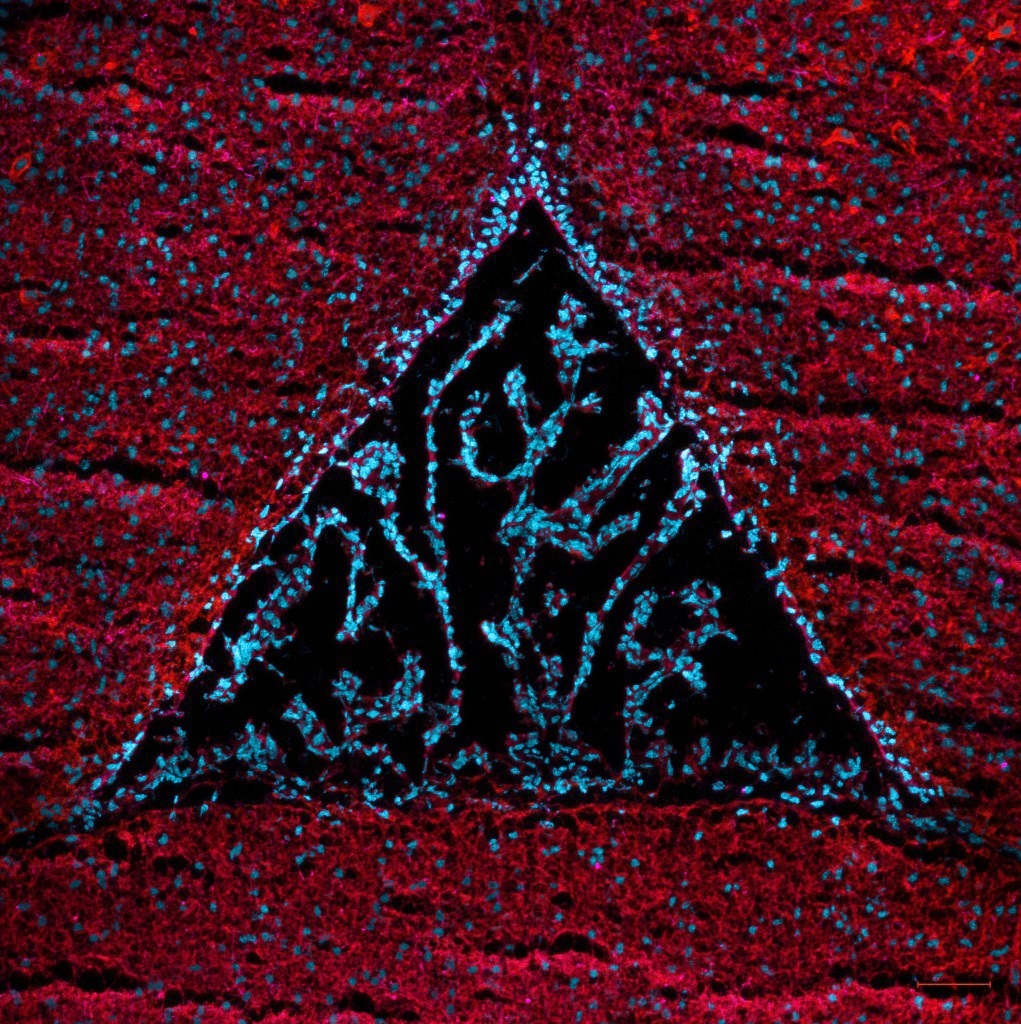
Центральна частина коронального зрiзу стовбура мозку миші. Клітини на стінках «порталу» та виступи всередині нього (сині, фарбування ДНК Hoechst 33342, лазер 405 нм) є епендимальними клітинами судинного сплетення четвертого шлуночка, відповідальними за виробництво спинномозкової рідини

### Гемато-лікворний бар'єр
Гемато-лікворний бар'єр (ГЛБ) — це рідинно-мозковий бар’єр, який складається з пари мембран, які відокремлюють кров від ліквору на капілярному рівні та спинномозково-мозкову рідину від тканини мозку.  Межа між кров’ю та спинномозковою рідиною в судинному сплетінні є мембраною, що складається з епітеліальних клітин і тісних з’єднань, які їх з’єднують. На рівні м'якої оболонки є СМР-мозковий бар'єр, але тільки в ембріона.
Подібно до гематоенцефалічного бар’єру, гемато-лікворний бар’єр функціонує для запобігання проходженню більшості речовин, що передаються через кров, у мозок, одночасно вибірково пропускаючи певні речовини (наприклад, поживні речовини) у мозок і полегшуючи видалення з мозку метаболітів і продуктів метаболізму в кров. Незважаючи на подібну функцію ГЕБ і ГЛБ, кожен сприяє транспортуванню різних речовин у мозок завдяки відмінним структурним характеристикам кожної з двох бар’єрних систем. Для ряду речовин ГЛБ є основним місцем надходження в тканину мозку.
Було також показано, що ГЛБ модулює надходження лейкоцитів із крові до центральної нервової системи. Клітини судинного сплетення виділяють цитокіни, які рекрутують моноцитарні макрофаги, серед інших клітин, до мозку. Ця клітинний обмін впливає як на нормальний гомеостаз мозку, так і на нейрозапальні процеси. 

## Клінічне значення

### Кісти судинного сплетення
Під час внутрішньоутробного розвитку можуть утворюватися деякі кісти судинного сплетення. Ці заповнені рідиною кісти можна виявити за допомогою детального УЗД другого триместру. Знахідка відносно поширена, з поширеністю ~1%. Кіста судинного сплетення зазвичай є ізольованою знахідкою. Кісти зазвичай зникають пізніше під час вагітності і зазвичай нешкідливі. Вони не впливають на розвиток дитини та раннього дитинства.
Кісти становлять 1% ризику анеуплоїдії плода.  Ризик анеуплоїдії зростає до 10,5-12% при виявленні інших факторів ризику або даних УЗД. Розмір, розташування, зникнення або прогресування, а також наявність кіст з обох сторін чи ні не впливають на ризик анеуплоїдії. 44-50% випадків синдрому Едвардса (трисомія 18) мають кісти судинного сплетення, а також 1,4% випадків синдрому Дауна (трисомія 21). Приблизно 75% аномальних каріотипів, пов’язаних із кістами судинного сплетення, є трисомією 18, а решта – трисомією 21.

### Інший
Розрізняють три види пухлини судинного сплетення, які вражають переважно маленьких дітей. Ці види раку зустрічаються рідко.

## Етимологія
Судинне сплетіння перекладається з латинської plexus chorioides , що відображає давньогрецьке χοριοειδές πλέγμα. Слово «хоріон» використовувалося Галеном для позначення зовнішньої оболонки, що оточує плід. Обидва значення слова plexus подаються як складка або плетіння. Як часто трапляється, мова змінюється, і використання обох хороїдів або хоріоїдів є прийнятним.

## Додаткові зображення

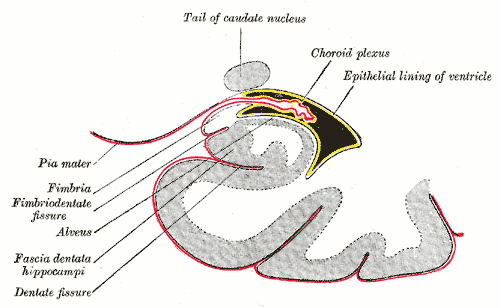
Вінцевий відділ нижнього рогу бічного шлуночка.
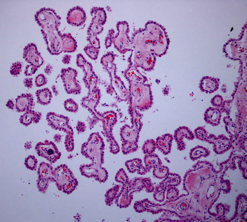
Гістологія судинного сплетення 40x
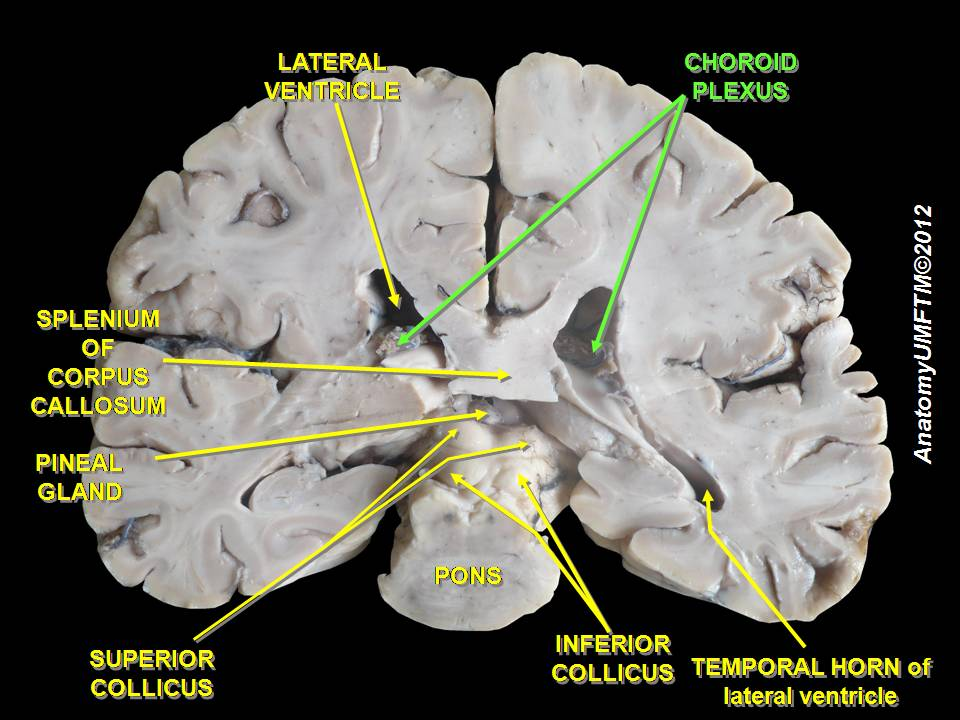
Судинне сплетення
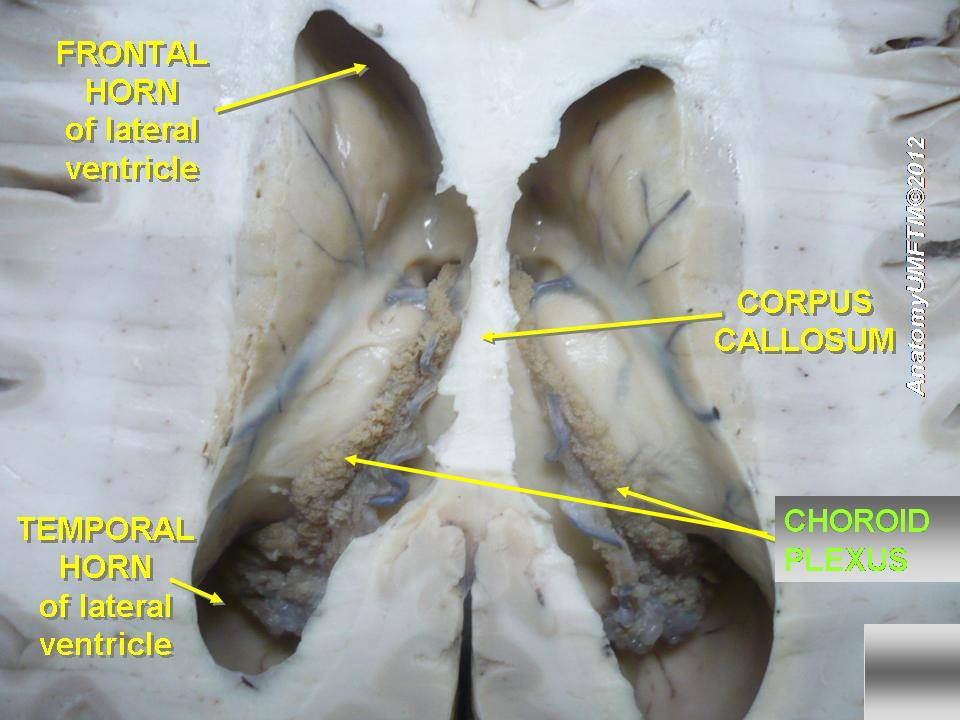
Судинне сплетення
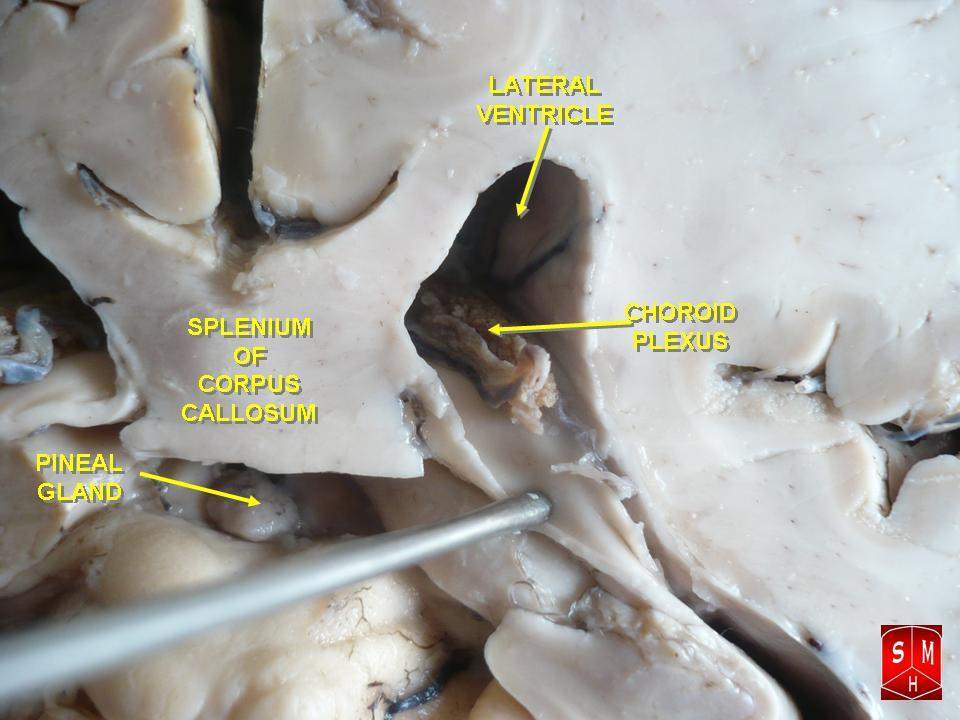
Судинне сплетення